# 술탄 이븐 압둘아지즈 알사우드

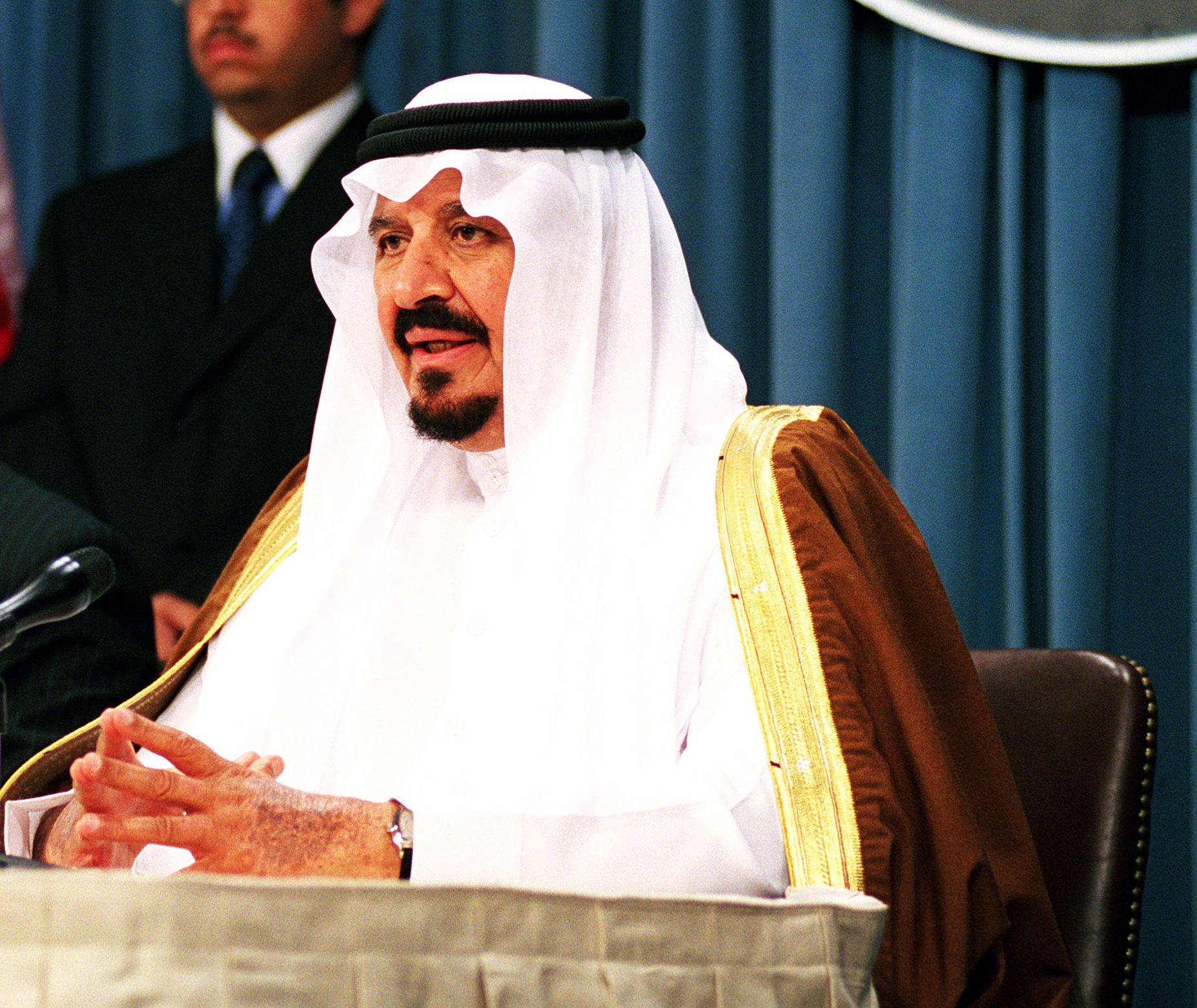
술탄 이븐 압둘아지즈 알사우드

술탄 이븐 압둘아지즈 알사우드(1924년 12월 30일 ~ 2011년 10월 22일, 아랍어: صاحب السمو الملكي الأمير سلطان بن عبدالعزيز آل سعود)는 사우디아라비아의 정치인이다. 사우디아라비아의 제6대 국왕인 압둘라 빈 압둘아지즈 알사우드의 이복동생으로, 2005년 왕세제에 책봉되었으나 2011년에 지병으로 사망하였다.